# 理夏德·斯塔德纽克
理夏德·斯塔德纽克（波蘭語：Ryszard Stadniuk，1951年10月27日—），波兰男子赛艇运动员。他曾代表波兰参加1976年和1980年夏季奥林匹克运动会赛艇比赛，其中1980年奥运会获得一枚铜牌。